# Gau un Griis
Pour les articles homonymes, voir Gau et GUG.
Gau un Griis, parfois abrégé en GuG ou GUG, est une association linguistique pour la défense et la promotion du francique mosellan, ainsi qu'un éditeur d'ouvrages relatifs au francique mosellan et au francique rhénan de Lorraine.
L'association Gau un Griis fait par ailleurs partie de la Fédération pour le Lothringer Platt, cette fédération regroupe plusieurs associations linguistiques relatives au francique lorrain.
Ses membres sont Mosellans pour une partie et Sarrois pour l'autre, sachant que l'aire linguistique du francique mosellan s'étend en France et en Allemagne.

## Toponymie
L'appellation « Gau un Griis » fait référence à la réalité géologique de l'espace dans lequel on parle le Francique mosellan.
« Gau » fait référence à la terre marneuse du plateau, région de Boulay-Bouzonville, et le « Griis » ou « Gréiss » (le grès) est la terre sableuse des secteurs de Falck-Merten-Sarrelouis.

## Historique
Cette association est fondée en janvier 1986 par le regroupement d'une quinzaine de personnes et avait pour but originel de travailler sur la graphie du « Platt ».

## Publications
Outre le fait d'éditer les ouvrages de divers auteurs, Gau un Griis publie depuis 2001 une revue littéraire trilingue intitulée Paraple, ainsi que des calendriers incluant du contenu en dialecte (proverbes, expressions, sobriquets, rimes).